# Luchtgevecht

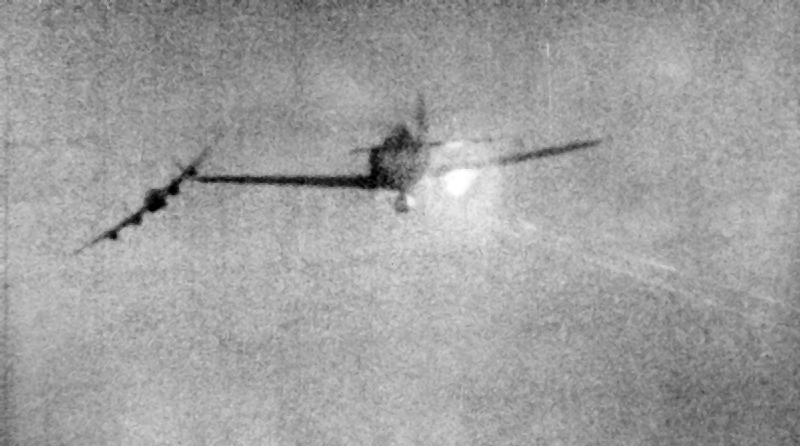
Een Focke-Wulf Fw 190D wordt geraakt tijdens een luchtgevecht. (Oktober 1944)

Een luchtgevecht (ook wel dogfight genoemd) is een rechtstreeks gevecht in de lucht tussen vijandige militaire vliegtuigen. Dat kan beperkt zijn tot twee vliegtuigen (één tegen één), maar er kunnen ook meer vliegtuigen meedoen.
De eerste luchtgevechten vonden plaats in de Eerste Wereldoorlog (1914-1918). Hoewel door de ontwikkeling van radarsystemen, grond-luchtraketten en lucht-luchtraketten vliegtuigen van steeds grotere afstand kunnen worden neergeschoten, zijn jachtvliegtuigen van de vijfde generatie zoals de F-35 Lightning II (2006) nog altijd uitgerust met boordgeschut dat het mogelijk maakt om vliegtuigen van nabij te beschieten.